# Barschel-affæren
Barschel-affæren (tysk Barschel-Affäre) kaldes en politisk skandale i delstaten Slesvig-Holsten i det daværende Vesttyskland, som blev opdaget i 1987. Den fik sit navn efter den daværende ministerpræsident Uwe Barschel (CDU) og handlede om forsøg på at manipulere politiske modstandere, herunder SPD's Björn Engholm, i forbindelse med valgkampagnen for delstatsvalget i 1987. Affæren blev også kendt som Kielaffæren og Waterkantgate. Den ses som en af de største politiske skandaler i Tyskland.

## Affæren
CDU havde inden 1987 regeret i delstaten siden 1950 og valgkampagnen blev hadsk. I CDUs kancelli arbejdede journalisten Reiner Pfeiffer som ansvarlig for mediekontakt. Pfeiffer arbejdede med at tilsvine politiske modstandere, blandt andet ved anonymt at melde Engholm for skattesvig. Han lod også detektiver overvåge Engholm for at få sager frem ud af hans privatliv. Han udgav sig også for at være en læge og kontaktede Engholm og hævdede have informationer om at Engholm kunne bære på AIDS-virussen . Pfeiffer havde også igennem falske påstande held med at opsplitte partiet Unabhängige Wählergemeinschaft Schleswig-Holstein (UWSH), en borgerlig udfordrer til CDUs absolutte flertal. Pfeiffer hævder at han havde fået ordre af Barschel, men dette har aldrig kunnet bevises helt og det er aldrig blevet afklaret.
7. september 1987 offentliggjorde Der Spiegel informationerne om at Engholm var blevet skygget af detektiver og anonymt anmeldt for skattesvig. To dage senere fik Der Spiegel at vide at det er Pfeiffer som stod bag, og 14. september publiceredes oplysningerne; Pfeiffer havde da fortalt at han har fået opgaven af Barschel. Efter offentliggørelsen, kort før valget blev Der Spiegel anklaget af CDU for at forsøge at påvirke valget. 18 september 1987 fulgte en pressekonference hvor Barschel slog tilbage mod anklagerne og gav sit æresord på at det drejede sig om falske anklager. 2. oktober 1987 fulgte Barschels afgang som ministerpræsident efter at der var opstået yderligere tvivl og Spiegel havde publiceret yderligere artikler. Barschel blev fundet død ni dage senere på et hotel i Genève.